# Komenda Rejonu Uzupełnień Lublin Powiat

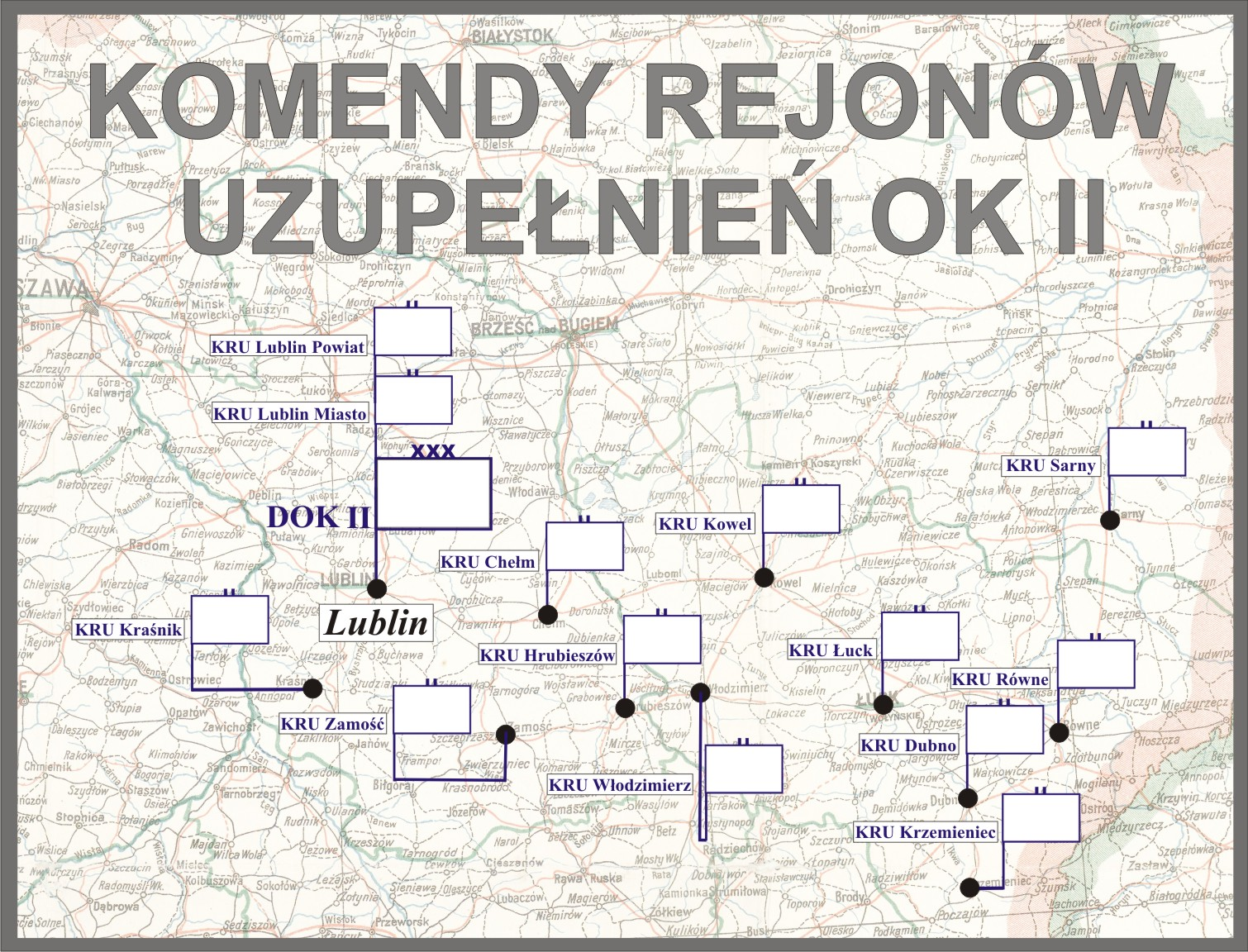
Komendy rejonów uzupełnień DOK II

Komenda Rejonu Uzupełnień Lublin Powiat (KRU Lublin Powiat) – organ wojskowy właściwy w sprawach uzupełnień Sił Zbrojnych II Rzeczypospolitej i administracji rezerw w powierzonym mu rejonie.

## Historia komendy
W 1917 na terenie Lublina funkcjonował Główny Urząd Zaciągu.
Rozkazem kierownika Ministerstwa Spraw Wojskowych pułkownik Jan Wroczyński nr 144 z 27 listopada 1918 w sprawie organizacji władz zaciągowych powołano do życia między innymi Powiatową Komendę Uzupełnień w Lublinie dla Okręgu Wojskowego III obejmującego powiaty: lubelski, lubartowski, puławski, chełmski, hrubieszowski, zamojski, tomaszowski, krasnostawski i biłgorajski. Z chwila wejścia w życie rozkazu i sformowania nowego PKU, Główny Urząd Zaciągu do Wojska Polskiego zobowiązany był przekazać całość dokumentacji tej PKU na obszarze której znajdował się.
10 stycznia 1919 kierownik MSWojsk. włączył do PKU Lublin powiat janowski, natomiast wyłączył z niej powiaty: chełmski, hrubieszowski, krasnostawski, zamojski, biłgorajski i tomaszowski, dla których ustanowił PKU Chełm XXIII.
18 listopada 1924 weszła w życie ustawa z dnia 23 maja 1924 o powszechnym obowiązku służby wojskowej, a 15 kwietnia 1925 rozporządzenie wykonawcze ministra spraw wojskowych do tejże ustawy, wydane 21 marca tego wspólnie z ministrami: spraw wewnętrznych, zagranicznych, sprawiedliwości, skarbu, kolei, wyznań religijnych i oświecenia publicznego, rolnictwa i dóbr państwowych oraz przemysłu i handlu. Wydanie obu aktów prawnych wiązało się z przejęciem przez władze cywilne (administracji I instancji) większości zadań związanych z przygotowaniem i przeprowadzeniem poboru. Przekazanie większości zadań władzom cywilnym umożliwiło organom służby poborowej zajęcie się wyłącznie racjonalnym rozdziałem rekruta oraz ewidencją i administracją rezerw. Do tych zadań dostosowana została organizacja wewnętrzna powiatowych komend uzupełnień i ich składy osobowe. Poszczególne komendy różniły się między sobą składem osobowym w zależności od wielkości administrowanego terenu.
Zadania i nowa organizacja PKU określone zostały w wydanej 27 maja 1925 instrukcji organizacyjnej służby poborowej na stopie pokojowej. W skład PKU Lublin wchodziły dwa referaty: I) referat administracji rezerw i II) referat poborowy. Nowa organizacja i obsada służby poborowej na stopie pokojowej według stanów osobowych L. O. I. Szt. Gen. 3477/Org. 25 została ogłoszona 4 lutego 1926. Z tą chwilą zniesione zostały stanowiska oficerów ewidencyjnych.
12 marca 1926 została ogłoszona obsada personalna Przysposobienia Wojskowego, zatwierdzona rozkazem Dep. I L. 6000/26 przez pełniącego obowiązki szefa Sztabu Generalnego gen. dyw. Edmunda Kesslera, w imieniu ministra spraw wojskowych. Zgodnie z nową organizacją pokojową Przysposobienia Wojskowego zostały zlikwidowane stanowiska oficerów instrukcyjnych przy PKU, a w ich miejsce utworzone rozkazem Oddz. I Szt. Gen. L. 7600/Org. 25 stanowiska oficerów przysposobienia wojskowego w pułkach piechoty.
Od 1926, obok ustawy o powszechnym obowiązku służby wojskowej i rozporządzeń wykonawczych do niej, działalność PKU Lublin normowała „Tymczasowa instrukcja służbowa dla PKU”, wprowadzona do użytku rozkazem MSWojsk. Dep. Piech. L. 100/26 Pob.
W grudniu 1930, w związku z utworzeniem PKU Lublin Miasto, dotychczasowa PKU Lublin została przemianowana na PKU Lublin Powiat i otrzymała skład osobowy typ III. Od tego czasu PKU Lublin Miasto administrowała tylko powiatem lubelskim.
31 lipca 1931 gen. dyw. Kazimierz Fabrycy, w zastępstwie ministra spraw wojskowych, rozkazem B. Og. Org. 4031 Org. wprowadził zmiany w organizacji służby poborowej na stopie pokojowej. Zmiany te polegały między innymi na zamianie stanowisk oficerów administracji w PKU na stanowiska oficerów broni (piechoty) oraz zmniejszeniu składu osobowego PKU typ I–IV o jednego oficera i zwiększeniu o jednego urzędnika II kategorii. Liczba szeregowych zawodowych i niezawodowych oraz urzędników III kategorii i niższych funkcjonariuszy pozostała bez zmian.
Z dniem 1 grudnia 1934 minister spraw wojskowych wyłączył powiat lubartowski z PKU Chełm i przyłączył do PKU Lublin Powiat, którą jednocześnie zaliczył do I typu składów osobowych PKU.
1 lipca 1938 weszła w życie nowa organizacja służby uzupełnień, zgodnie z którą dotychczasowa PKU Lublin Powiat została przemianowana na Komendę Rejonu Uzupełnień Lublin Powiat przy czym nazwa ta zaczęła obowiązywać 1 września 1938, z chwilą wejścia w życie ustawy z dnia 9 kwietnia 1938 o powszechnym obowiązku wojskowym. Obok wspomnianej ustawy i rozporządzeń wykonawczych do niej, działalność KRU Lublin Powiat normowały przepisy służbowe MSWojsk. D.D.O. L. 500/Org. Tjn. Organizacja służby uzupełnień na stopie pokojowej z 13 czerwca 1938. Zgodnie z tymi przepisami komenda rejonu uzupełnień była organem wykonawczym służby uzupełnień .
Komendant rejonu uzupełnień w sprawach dotyczących uzupełnień Sił Zbrojnych i administracji rezerw podlegał bezpośrednio dowódcy Okręgu Korpusu Nr II, który był okręgowym organem kierowniczym służby uzupełnień. Rejon uzupełnień nie uległ zmianie i nadal obejmował powiaty: lubelski i lubartowski.

## Obsada personalna
Poniżej przedstawiono wykaz oficerów zajmujących stanowisko komendanta Powiatowej Komendy Uzupełnień i komendanta rejonu uzupełnień oraz wykaz osób funkcyjnych (oficerów i urzędników wojskowych) pełniących służbę w PKU Lublin oraz PKU i KRU Lublin Powiat, z uwzględnieniem najważniejszych zmian organizacyjnych przeprowadzonych w 1926 i 1938.
| Komendanci                            | Komendanci              | Komendanci                                  |
| ------------------------------------- | ----------------------- | ------------------------------------------- |
| Stopień, imię i nazwisko              | Okres pełnienia funkcji | Kolejne stanowisko (dalsze losy)            |
| płk Wiktor Romaszkiewicz              | I 1919 – I 1920         | naczelnik Wydziału V Sztabu DOGen. „Kielce” |
| ppłk piech. Wacław Poważe             | od 7 I 1920             |                                             |
| płk kanc. Bronisław January Zaniewski | 1923 – IV 1924          | komendant PKU Katowice                      |
| płk piech. Kazimierz Żukiewicz        | IV 1924 – II 1929       | dyspozycja dowódcy OK II                    |
| mjr piech. Teofil Burakowski          | III 1929 – III 1934     | dyspozycja dowódcy OK II                    |
| ppłk piech. Stefan Malawski           | VI 1934 – 1939          |                                             |

| Obsada pozostałych stanowisk funkcyjnych PKU w latach 1921–1925 | Obsada pozostałych stanowisk funkcyjnych PKU w latach 1921–1925 | Obsada pozostałych stanowisk funkcyjnych PKU w latach 1921–1925 | Obsada pozostałych stanowisk funkcyjnych PKU w latach 1921–1925 |
| --------------------------------------------------------------- | --------------------------------------------------------------- | --------------------------------------------------------------- | --------------------------------------------------------------- |
| I referent                                                      | kpt. piech. Ludwik Szydłowski                                   | do 26 X 1923                                                    | 8 pp Leg.                                                       |
| I referent                                                      | kpt. kanc. Władysław Kaleński                                   | od 26 X 1923                                                    |                                                                 |
| II referent                                                     | urzędnik wojsk. XI rangi Antoni Tarczewski                      | był w 1923                                                      | OE Lublin Miasto                                                |
| II referent                                                     | por. kanc. Maksymilian Fedorko                                  | od XI 1924                                                      |                                                                 |
| oficer instrukcyjny                                             | kpt. piech. Stanisław I Lewiński                                | do XII 1923                                                     | 50 pp                                                           |
| oficer instrukcyjny                                             | por. piech. Kazimierz II Grzybowski                             | 1924 – V 1925                                                   | 84 pp                                                           |
| oficer ewidencyjny Lublin Miasto                                | urzędnik wojsk. XI rangi / por. kanc. Maksymilian Fedorko       | 1 VI 1923 – XI 1924                                             | II referent                                                     |
| oficer ewidencyjny Lublin Miasto                                | urzędnik wojsk. XI rangi / chor. Antoni Tarczewski              | 1925                                                            |                                                                 |
| oficer ewidencyjny Lublin Powiat                                | urzędnik wojsk. XI rangi Włodzimierz Władysław Witkowski        | IX 1922 – X 1923                                                | oficer ewidencyjny 71 pp                                        |
| oficer ewidencyjny Lublin Powiat                                | por. piech. Karol Stefanowicz                                   | X 1923 – I 1924                                                 | OE Dubno PKU Dubno                                              |
| oficer ewidencyjny Lublin Powiat                                | por. kanc. Gustaw Pieczonka                                     | od XI 1924                                                      |                                                                 |
| oficer ewidencyjny Lublin Powiat                                | por. piech. Franciszek I Studziński                             | I – II 1926                                                     | referent PKU Włodzimierz                                        |
| Obsada pozostałych stanowisk funkcyjnych PKU w latach 1926–1938 |                                                                 |                                                                 |                                                                 |
| kierownik I referatu administracji rezerw i zastępca komendanta | kpt. piech. Antoni Domański                                     | II 1926 – X 1927                                                | kierownik referatu w DOK II                                     |
| kierownik I referatu administracji rezerw i zastępca komendanta | mjr kanc. Włodzimierz Labuko                                    | IV – XI 1928                                                    | dyspozycja dowódcy OK II                                        |
| kierownik I referatu administracji rezerw i zastępca komendanta | kpt. adm. Tadeusz I Kosiński                                    | XI 1928 – XI 1930                                               | płatnik 2 pap Leg.                                              |
| kierownik I referatu administracji rezerw i zastępca komendanta | kpt. piech. Mieczysław Arciszewski                              | XI 1930 – 30 XI 1933                                            | stan spoczynku                                                  |
| kierownik I referatu administracji rezerw i zastępca komendanta | kpt. piech. Stanisław Patkowski                                 | 2 IX 1933 – III 1934                                            | dyspozycja dowódcy OK II                                        |
| kierownik I referatu administracji rezerw i zastępca komendanta | kpt. piech. Jan Czesław Jankowski                               | od VI 1934, był w VI 1935                                       |                                                                 |
| kierownik II referatu poborowego                                | por. kanc. Gustaw Pieczonka                                     | od II 1926                                                      |                                                                 |
| kierownik II referatu poborowego                                | por. art. Adam Emil Brzeziński                                  | był w 1932, do VII 1935                                         | dyspozycja dowódcy OK II                                        |
| referent                                                        | por. kanc. Maksymilian Fedorko                                  | od II 1926                                                      |                                                                 |
| referent                                                        | kpt. piech. Franciszek Grzegorz Markiewicz                      | od XI 1928                                                      |                                                                 |
| Obsada pozostałych stanowisk funkcyjnych KRU w latach 1938–1939 |                                                                 |                                                                 |                                                                 |
| kierownik I referatu ewidencji                                  | kpt. adm. (piech.) Kazimierz Piziak                             | 1939                                                            |                                                                 |
| kierownik II referatu uzupełnień                                | kpt. adm. (piech.) Franciszek Mach                              | 1939                                                            | †1940 Ukraina                                                   |